# Karl Heinrich Ferdinand Elsner von Gronow
Karl Heinrich Ferdinand Elsner, ab 4. Juni 1856 von Gronow, (* 14. Dezember 1788 in Tarnowitz; † 14. September 1873 in Berlin) war königlich-preußischer Geheimer Ober-Tribunalrat.

## Leben
Karl Elsner war der Sohn von Christian Ferdinand Hugo Elsner (1754–1826) und Amalie Dorothea Stöckel (1766–1840).
Karl Elsner war als Rat 1856 im Ober-Tribunal und seit 1853 mit dem Roten Adlerorden, II. Klasse mit Eichenlaub ausgezeichnet. wurde am 4. Juni 1856 in Sanssouci in den preußischen Adelsstand erhoben. 1865 wurde er mit dem Königlichen Kronen-Orden II. Klasse mit Stern ausgezeichnet. Zu diesem Zeitpunkt war er Ober-Tribunalrat.
In erster Ehe war er mit Elwina Giersch (1808–1839), geschlossen am 17. Juni 1826 in Posen, verheiratet. Aus der Ehe gingen fünf Kinder hervor. Einer seiner Söhne war der spätere preußischer Verwaltungsjurist und Landrat Julian Elsner von Gronow.
Aus seiner zweiten Ehe mit der Schwester seiner verstorbenen Frau, Metella Giersch (1814–1864), geschlossen am 17. Juni 1841 in Posen, ging eine Tochter hervor.